# Lista de primeiras-damas de Timor-Leste
A Primeira-dama de Timor-Leste é o título atribuído à esposa do presidente de Timor-Leste. Atualmente, o país não possui uma Primeira-dama, pois o atual Presidente, José Ramos-Horta, é divorciado.

## Primeiras-damas de Timor-Leste
| Primeira-dama                                                      | Primeira-dama                                                      | Primeira-dama                                                      | Início do mandato                                                  | Fim do mandato                                                     | Presidente                                                         |
| Primeiras damas de Timor-Leste durante a Guerra pela Independência | Primeiras damas de Timor-Leste durante a Guerra pela Independência | Primeiras damas de Timor-Leste durante a Guerra pela Independência | Primeiras damas de Timor-Leste durante a Guerra pela Independência | Primeiras damas de Timor-Leste durante a Guerra pela Independência | Primeiras damas de Timor-Leste durante a Guerra pela Independência |
| ------------------------------------------------------------------ | ------------------------------------------------------------------ | ------------------------------------------------------------------ | ------------------------------------------------------------------ | ------------------------------------------------------------------ | ------------------------------------------------------------------ |
| 1                                                                  |                                                                    | Lucia Osorio Soares                                                | 28 de novembro de 1975                                             | 7 de dezembro de 1975                                              | Francisco Xavier do Amaral                                         |
| 2                                                                  |                                                                    | Isabel Barreto Lobato                                              | 7 de dezembro de 1975                                              | 8 de dezembro de 1975                                              | Nicolau dos Reis Lobato                                            |
| Vago; presidente viúvo.                                            | Vago; presidente viúvo.                                            | Vago; presidente viúvo.                                            | 8 de dezembro de 1975                                              | 31 de dezembro de 1978                                             | Nicolau dos Reis Lobato                                            |
| Primeiras damas de Timor-Leste após a restauração da independência |                                                                    |                                                                    |                                                                    |                                                                    |                                                                    |
| 3                                                                  |                                                                    | Kirsty Sword Gusmão                                                | 20 de maio de 2002                                                 | 20 de maio de 2007                                                 | Xanana Gusmão                                                      |
| Vago; presidente divorciado.                                       | Vago; presidente divorciado.                                       | Vago; presidente divorciado.                                       | 20 de maio de 2007                                                 | 11 de fevereiro de 2008                                            | José Ramos-Horta                                                   |
| 4                                                                  |                                                                    | Maria Goretti Guterres Marques                                     | 11 de fevereiro de 2008                                            | 13 de fevereiro de 2008                                            | Vicente Guterres                                                   |
| 5                                                                  |                                                                    | Jacqueline Aquino Siapno                                           | 13 de fevereiro de 2008                                            | 17 de abril de 2008                                                | Fernando de Araújo                                                 |
| Vago; presidente divorciado.                                       | Vago; presidente divorciado.                                       | Vago; presidente divorciado.                                       | 17 de abril de 2008                                                | 20 de maio de 2012                                                 | José Ramos-Horta                                                   |
| 6                                                                  |                                                                    | Isabel da Costa Ferreira                                           | 20 de maio de 2012                                                 | 20 de maio de 2017                                                 | Taur Matan Ruak                                                    |
| 7                                                                  |                                                                    | Cidália Guterres                                                   | 20 de maio de 2017                                                 | 20 de maio de 2022                                                 | Francisco Guterres                                                 |
| Vago; presidente divorciado.                                       | Vago; presidente divorciado.                                       | Vago; presidente divorciado.                                       | 20 de maio de 2022                                                 | presente                                                           | José Ramos-Horta                                                   |